# Пунин (Цзеян)
Пуни́н (кит. упр. 普宁, пиньинь Pǔníng) — городской уезд городского округа Цзеян провинции Гуандун (КНР).

## История
Во времена империи Мин в 1563 году был создан уезд Пунин (普宁县).
После вхождения в состав КНР уезд оказался в составе Специального района Чаошань (潮汕专区). В 1952 году Специальный район Чаошань был расформирован, и уезд вошёл в состав Административного района Юэдун (粤东行政区). 
В конце 1955 года было принято решение о расформировании Административных районов, и с 1956 года уезд перешёл в состав нового Специального района Шаньтоу (汕头专区). В 1970 году Специальный район Шаньтоу был переименован в Округ Шаньтоу (汕头地区).
Постановлением Госсовета КНР от 13 июля 1983 года округ Шаньтоу был преобразован в городской округ Шаньтоу.
Постановлением Госсовета КНР от 7 декабря 1991 года уезды Цзеян, Цзеси, Пунин и Хуэйлай были выделены из городского округа Шаньтоу в отдельный городской округ Цзеян.
Постановлением Госсовета КНР от 6 апреля 1993 года уезд Пунин был преобразован в городской уезд.

## Административное деление
Городской уезд делится на 7 уличных комитетов, 17 посёлков и 1 волость.